# Локалитет Дрење на Руднику
Локалитет Дрење на Руднику је под заштитом Завода за заштиту споменика културе Краљево. С обзиром да представља значајну историјску грађевину, проглашен је непокретним културним добром Републике Србије.

## Историја
Археолошко налазиште је смештено на планини Рудник у истоименој варошици. Музеј рудничко-таковског краја и Филозофски факултет Универзитет у Београду су започели истраживања 2009. године, а до сада су испод зграде Стационара откривени остаци грађевине која је на основу налаза и плана основе дефинисана као римокатоличка црква. Културни слој који одговара времену њеног коришћења датован је новцем у 14—15. век. Млађој фази одговара некропола која се формирала око темеља зидова и покрива целу зараван. Сахрањивање се може определити у раздобље 15—16. века. Други део локалитета на имању породице Никић је одвојен од наведене грађевине и некрополе асфалтним путем, ваздушном линијом око 150 метара ка северу. Сондажним археолошким истраживањима је утврђено постојање грађевине прилично добре очуваности која је у унутрашњости била живописана. На основу налаза грнчарије, објекат датује у 14—15. век, а пронађени материјал има непосредне аналогије са налазима на потезу Стационар. Писани извори наводе Рудник као један од најзначајнијих рударских дистрикта у Србији током позног средњег века. Депо сребрног новца цара Стефана Душана, као и печат Лазара Хребељановића, пронађени на локалитету сведоче о изузетном значају археолошких истраживања за проучавање историје Рудника и средњовековне Србије. У централни регистар је уписан 26. фебруара 2015. под бројем АН 188, а у регистар Завода за заштиту споменика културе Краљево 28. новембра 2014. под бројем АН 33.